# Смирнов Ігор Георгійович
Смирно́в І́гор Гео́ргійович (*27 вересня 1946 року) — український економіко-географ, геологіст, країнознавець, доктор географічних наук, професор Київського національного університету імені Тараса Шевченка.

## Біографія
Народився 27 вересня 1946 року у місті Кам'янець-Подільський Хмельницької області. Закінчив у 1976 році географічний факультет Київського університету зі спеціальності «економіко-географ, викладач географії», заочно аспірантуру Сектору географії НАН України. У Київському торгово-економічному інституті працював у 1973–1997 роках асистентом, старшим викладачем. З 1988 року працював доцентом кафедри зовнішньоекономічної діяльності, з 1993 року заступником декана обліково-економічного та факультету економіки, менеджменту і права. У Київському університеті працював у 1997–2006 роках доцентом кафедри країнознавства та туризму географічного факультету, з 2006 року професором кафедри. Кандидатська дисертація «Територіальна організація зв'язків промисловості та торгівлі та їх вдосконалення (на прикладі виробництва і споживання тканин в Україні)» захищена в 1982 році. Докторська дисертація «Логістичний напрям у суспільній географії: теорія та практика досліджень» захищена у 2004 році.
Читає нормативний курс «Географія світового господарства», спецкурси: «Міжнародна логістика», «Маркетинг у туризмі», «Логістика туризму», «Географія транснаціональних корпорацій», «Основи маркетингу», «Основи геологістики», «Міжнародний бізнес», «Міжнародний туристичний бізнес», «Регіональної стратегії розвитку бізнесу за кордоном», «Психологія та соціологія туризму». Водночас працює професором кафедри міжнародного туризму Київського національного університету культури і мистецтв та у Національному педагогічному університету імені М. П. Драгоманова на кафедрі географії України та туризму.
Має міжнародні сертифікати Інституту економічного розвитку Світового банку у Вашингтоні (1995 рік) та Польсько-американської літньої економічної школи (Ольштин, Польща, 1992). Біографія вміщена в міжнародних наукових довідниках «Marquise Who's Who» (США, 1999, 2000), «Cambridge Biography Dictionary» (Велика Британія, 2000, 2002, 2004). Експерт Міністерства науки і освіти України з напрямку туризму. Член спеціалізованої ради географічного факультету Київського університету з захисту дисертацій. Підготував 2 кандидатів наук.
Член редколегій кількох наукових збірок та логістичних журналів:
- «Географія та туризм» Київського університету,
- «Географічні проблеми розвитку продуктивних сил» Херсонського державного університету,
- «Logistics»,
- «Логистика. Проблемы и решения»,
- «Дистрибуция и логистика».

## Наукові праці
Фундатор наукових досліджень із розробки логістичного напрямку в суспільній географії та логістики туризму. Розробив і застосував на практиці наукові засади геопросторвого дослідження галузевих та регіональних логістичних систем, зокрема в туризмі та митній справі, на транспорті та в зовнішньоекономічній діяльності. Сфера наукових досліджень: геопросторові аспекти логістики, геоінформаційні системи в логістиці, логістика туризму, митна логістика, міжнародна логістика, логістика транснаціональних корпорацій, єврологістика, світовий та український ринок логістичних послуг, агрологістика, фінансово-банківська логістика, міжнародний туристичний бізнес, маркетинг у туризмі, психологія та соціологія туризму.
Автор понад 650 наукових та науково-методичних праць, 4 монографій, 15 навчальних посібників. Основні праці:
1. Логістика: просторово-територіальний вимір. Монографія. — К., 2004.
2. Бізнесові основи міжнародного туризму: Навчальний посібник. — К., 2007.
3. Транспортна логістика: Навчальний посібник. — К., 2008.
4. Туристичне країнознавство: країни-лідери туризму: Навчальний посібник. — К., 2008 (у співавторстві).
5. Регулювання зовнішньоекономічної діяльності: Навчальний посібник. — К., 2009 (у співавторстві).
6. Логістика туризму: Навчальний посібник. — К., 2009.
7. Міжнародний туристичний бізнес: Навчальн-метод. посіб. — Івано-Франківськ, 2009.
8. Глобалізація світового господарства: геопросторовий вимір. Монографія. — К., 2010 (у співавторстві).